# Associação Atlética Dimensão Saúde
Associação Atlética Dimensão Saúde é um clube brasileiro de futebol do Município de Capela, no Interior do estado de Alagoas. Suas cores são verde, branco e vermelho.

## História

### Fundação e a mudança de sede
Foi fundado em 10 de Fevereiro de 2001, como Associação Atlética Dimensão Saúde, em Maceió. Manda suas partidas no Estádio Manoel Moreira, em Capela, com capacidade para 3.500 torcedores. Em 2002, o Dimensão mandou seus jogos na cidade de Anadia. Em 2004, sua sede foi em Paulo Jacinto. Em 2018 decidiu mandar seus jogos em Capela, onde se situa até hoje.

### Campeão Série B do Alagoano[1]
Seu momento mais histórico foi vivido em 2017, quando se sagrou campeão da segunda divisão de 2017 após vencer o Ipanema por 4–1 no estádio Arnon de Mello de Melo em Santana do Ipanema, e além disso garantiu o acesso para a elite do futebol de Alagoas em 2018.
O Dimensão fez uma campanha com o aproveitamento de 79%, foram 8 jogos, 6 vitórias (4–1 no Agrimaq, 4–1 no Comercial, 2–1 no Penedense, 4–0 no Santa Cruz, 2–0 no São Domingos e 4–1 no Ipanema), um empate (2–2 com o Zumbi), e apenas uma derrota (2–1 contra o Aliança), o novato possuiu o melhor ataque da competição com 23 gols.
Números na Segunda Divisão de 2017
| P  | J | V | E | D | GP | GC | SG  | %  |
| -- | - | - | - | - | -- | -- | --- | -- |
| 19 | 8 | 6 | 1 | 1 | 23 | 8  | +15 | 79 |

### Mudança de nome
Em dezembro de 2018, o Dimensão Saúde mudou de nome e virou Dimensão Capela. Presidente do clube, Cícero Santana, contou que a mudança foi para homenagear a cidade do interior de Alagoas. O escudo do clube, no entanto, continua o mesmo. Na temporada de 2020/2021, voltou a usar o nome anterior. 

## Títulos
| Estaduais | Estaduais                             | Estaduais | Estaduais  |
|           | Competição                            | Títulos   | Temporadas |
| --------- | ------------------------------------- | --------- | ---------- |
|           | Campeonato Alagoano - Segunda Divisão | 1         | 2017       |

### Destaques
- Vice-Campeonato Alagoano da Segunda Divisão: 2004.
- Campeão da Copa TV Gazeta SESI-AL Sub 17: 2014